# 海信家電

廣東科龍舊標誌

海信家電集團股份有限公司（港交所：921，深交所：000921），前稱廣東科龍電器股份有限公司、海信科龍電器股份有限公司，是中國目前最大的製冷家用電器集團之一，總部在廣東順德，其品牌名稱包括「科龍」及「容聲」。

## 历史
1984年10月，广东顺德容奇镇出资成立集体企业广东顺德珠江冰箱厂，由容奇镇工业与交通办公室副主任潘宁出任厂长，主力生产“容声牌”家用电冰箱，是中國最早生產電冰箱的企業之一，同时也创下多个行业先河，如生产出中国第一台双开门冰箱、第一起“产品召回”案例、建设中国最早的产品标准计量中心，电冰箱产销量自1991年起连续八年位居全国第一，在全国冰箱市场形成“北海尔，南容声”的局面。
1992年12月，广东珠江冰箱厂改制为珠江电器股份有限公司，容奇镇政府占股80%，员工占股20%。1994年，更名为广东科龙电器股份有限公司，开始进军空调行业。1996年，科龙电器於香港交易所上市，募集资金7.07亿人民币，开创乡镇企业在香港上市的先河。1998年8月，科龙电器收购顺德空调生产商华宝空调，成为当时中国国内第一大制冷企业。1999年，公司於深圳證券交易所上市。
2000年起，在潘宁离开科龙电器后，科龙开始陷入巨亏。2001年10月31日，顾雏军的格林柯尔成为科龙电器的第一大股东。2005年4月，中国证监会对科龙电器涉嫌虚增利润等违法情况立案调查。2005年8月，科龙电器董事会决定免去顾雏军董事长职务。2005年7月，中国家电巨头海信集团与科龙电器达成收购意向，2006年12月，海信集团以6.8亿元入主科龙电器。2007年，公司改稱海信科龍電器股份有限公司。2010年，海信集团将旗下白色家电业务全部注入海信科龙。2018年10月，更改公司名稱為海信家電集團。

## H股停牌三年半（2005－2009）
2005年6月16日起，海信科龍H股暫停買賣，理由是等待「發出股價敏感資料」的通告，但實質原因是公司前董事長顧雛軍及其關聯人因涉嫌侵佔公司資產被佛山公安機關逮捕，並進行司法程序，案件於2009年1月9日在佛山市中級人民法院審結，H股便在2009年1月21日復牌。

## 外部連結
- 海信家電集團股份有限公司 （页面存档备份，存于）